# دوغ دونلي
دوغ دونلي (بالإنجليزية: Doug Donley)‏ هو لاعب كرة قدم أمريكية أمريكي، ولد في 6 فبراير 1957 في كامبردج في الولايات المتحدة.

## وصلات خارجية
- دوغ دونلي على موقع مرجع كرة القدم المحترفة.كوم (الإنجليزية)